# 千賀滉大
千賀 滉大（せんが こうだい、1993年1月30日 - ）は、愛知県蒲郡市出身のプロ野球選手（投手）。右投左打。MLBのニューヨーク・メッツ所属。

## 概要
投手として福岡ソフトバンクホークスでは4度のリーグ優勝、6度の日本シリーズ優勝に貢献している。個人ではNPBで合計9個のタイトル（5個）・主要表彰（4個）を獲得している。
シーズン奪三振率（11.33）のNPB記録保持者。クライマックスシリーズ通算68奪三振は歴代1位。
育成制度出身選手として多数の記録を保持しており、同初のノーヒットノーランの達成、最多勝利、最優秀防御率、最多奪三振、最高勝率タイトルの獲得および2020年の投手三冠王の達成（ノーヒットノーランと投手三冠は令和初）、投手としてのベストナイン、ゴールデングラブ賞受賞、日本シリーズの開幕投手、育成出身選手最多の通算勝利数・奪三振数記録、甲斐拓也と共に育成出身選手史上初のオリンピック代表選手かつ同大会の金メダリスト。育成出身選手史上初のメジャーリーガー。

## 経歴

### プロ入り前
愛知県蒲郡市出身。実父が岩城滉一のファンであることから、出生時に「滉大」と命名。小学校2年生から少年野球チーム「三谷東若葉」、4年生からは「北部サニーボーイズ」に所属。蒲郡市立中部中学校時代は軟式野球部に所属し、三塁手としてプレーした。もっとも、成長痛のせいで中学時代はほとんど試合には出られなかったと伝わる。
愛知県立蒲郡高等学校には志望校に不合格で仕方なく進学した形で、高校進学後はボクシングかサッカーに転向しようと考えていた。野球部はお世辞にも強豪とは言えず、同じ中学の野球部だった先輩から誘われる形で野球部に入部したが、本人は当初野球に本気ではなかった。因みに高校は1976年に県大会ベスト4に進出したきり、その後少なくとも千賀の高校時代までにはベスト8の実績すら残していない。入部後、本人の希望は経験のある内野手であったが、「キャッチボールをしているのを見た段階です。ボールの伸びが野手の球ではなかったんです。これは投手の球だなと思いました。」という監督・金子博志の意向で投手へ転向すると、1年夏から公式戦に登板。膝痛を抱えていたこともあり、2年秋と3年春は公式戦に登板しなかったが、3年夏の県予選2回戦ではプロ3～4球団のスカウトが見守る中、愛知商業に7-5で勝利。しかし、岡崎商業との3回戦に1-7で敗退した。
2010年の育成ドラフト会議で、福岡ソフトバンクホークスからの4巡目指名を受けて入団。「アマ球界に詳しい」という愛知県名古屋市のスポーツショップ「西正（にしまさ）ベースボールショップ」の経営者・西川正二（にしかわ まさじ）からの薦めで当時のスカウト・小川一夫が千賀の獲得を決めたという。背番号は128。

### ソフトバンク時代
2011年、前述の膝痛で高校時代はあまり練習を積めていないこともあり、4月の三軍練習ではメニューの半分も走れない状態であったが、倉野信次三軍投手コーチとマンツーマンで身体を鍛え上げると、8月に150km/hを計測（高校時代の最速は144km/h）。ルーキーイヤーでのウエスタン・リーグ公式戦への登板機会は無かったものの、フェニックス・リーグでは中継ぎとして4試合に登板し、計3回1/3を無安打無失点と好投。最終的には球速が最速152km/hにまで伸びた。
2012年は春季キャンプ終盤に一軍へ抜擢され、オープン戦での登板機会も得たが、2月26日の広島東洋カープ戦で1回4安打3失点を喫すると、3月9日の読売ジャイアンツ戦では左足首をひねって緊急降板となり、開幕を二軍で迎えた。ウエスタン・リーグでは先発として4試合の登板で防御率1.50と結果を残すと、4月23日に支配下選手登録。推定年俸は440万円、背番号は21へ変更となった。同30日の千葉ロッテマリーンズ戦でプロ初登板・初先発を果たし、3回2/3を投げて4安打4四球3失点の内容で勝敗は付かなかった。翌日に出場選手登録を抹消され、5月11日のロッテ戦で再び一軍での先発機会を得たが、1回0/3を投げて4四球と自滅し、4失点（自責点2）でプロ初黒星を喫した。その後は7月25日に一軍へ昇格するも、登板機会が無く同27日に登録抹消となり、この年の一軍登板は前述の2試合のみであった。ただ、ウエスタン・リーグでは21試合の登板で7勝3敗・防御率1.33と好成績を収め、同リーグの最優秀防御率に輝いた。秋に右肩を痛め、秋季キャンプやプエルトリコのウインターリーグも断念したが、オフに210万円増となる推定年俸650万円で契約を更改した。
2013年1月9日、背番号が41へ変更となることが発表された。自主トレから投球フォームの改良へ積極的に取り組み、開幕ローテーション入りを目指していたが、3月2日の巨人とのオープン戦での登板予定を発熱により回避し、即二軍降格となった。同10日に一軍へ復帰すると、中継ぎとして自身初の開幕一軍入り。3月31日の東北楽天ゴールデンイーグルス戦でプロ初のリリーフ登板を果たすと、4月11日のオリックス・バファローズ戦ではプロ初ホールド、5月12日の埼玉西武ライオンズ戦ではプロ初勝利を挙げた。4月3日の北海道日本ハムファイターズ戦から無失点を続けると、4月中旬からはセットアッパーとして起用され、6月21日の楽天戦まで27登板試合連続無失点を記録。初めてクローザーとして起用された6月26日の日本ハム戦では9回裏を三者凡退に抑え、豊田清が持つ救援投手の連続無失点イニングのパ・リーグ記録（34回1/3）に並んだが、回を跨いだ延長10回裏では一塁手・中村晃の適時失策により、自責点0ながら1失点でサヨナラ負け。この試合から4登板連続で失点・敗戦投手を喫すると、7月4日に出場選手登録を抹消された。同14日に再登録されると、監督推薦により初出場となったオールスター第2戦では4回裏から2番手として登板。2イニングを無失点、4者連続を含む5奪三振と好投し、敢闘選手賞を受賞した。後半戦は7月26日の日本ハム戦でプロ初セーブを挙げたものの、8月以降の登板では救援失敗が目立ち、9月4日の日本ハム戦では左脇腹に痛みを訴えて緊急降板。翌5日に左腹斜筋の肉離れと診断され、登録抹消となり、そのままシーズンを終えた。この年はチーム2位タイの51試合に登板し、1勝4敗17ホールド1セーブ・防御率2.40を記録。オフの契約更改交渉では2650万円増となる推定年俸3300万円でサイン。交渉の席では翌年からの先発再転向を直訴した。
2014年は春季キャンプを初めてA組でスタートしたが、調整不足で序盤にB組へ降格。その後は一軍へ戻り、オープン戦では中継ぎとして6試合の登板で計6回を1失点、2セーブを記録したものの、ロングリリーフ要員を必要とするチーム事情があり、開幕を二軍で迎えた。4月4日に出場選手登録をされ、シーズン初ホールドは5月7日の日本ハム戦とホールドが付かない場面での登板が続いた。同23日の阪神タイガース戦では自身1年ぶりの勝利を挙げたが、右肩の違和感で6月15日に登録抹消となり、検査では疲労と診断された。しかし、投球練習の再開は12月下旬にまで持ち越され、この年は19試合の登板で1勝1敗3ホールド・防御率1.99という成績であった。オフに800万円減となる推定年俸2500万円で契約を更改した。
2015年、前年発症した右肩痛のリハビリを経て、自主トレから先発への再転向を視野に調整。シーズン序盤は右肩の状態を優先したため、一軍復帰は8月となったものの、復帰戦となった8月18日のオリックス戦で先発を務めると、7回4安打無失点の好投で自身初の先発勝利を挙げた。翌19日に出場選手登録を抹消されたが、2度目の先発となった9月20日のロッテ戦でも8回1安打無失点と好投。その後はチーム事情でブルペン待機となり、1試合のリリーフ登板を経て先発に戻り、レギュラーシーズンでは4試合（3先発）の登板で2勝1敗・防御率0.40を記録した。ポストシーズンでは“ジョーカー”として様々な場面で起用され、ロッテとのCSファイナルステージ第1・3戦ではいずれもピンチの場面で登板し、好救援を見せた。東京ヤクルトスワローズとの日本シリーズでは第3戦の5回裏、1点リードの二死一塁という場面で2番手として同シリーズ初登板を果たしたが、山田哲人に逆転2点本塁打を打たれて敗戦投手となった。ただ、第4戦では2点リードの7回裏から登板し、2イニングを完璧に抑えた。オフに現状維持となる推定年俸2500万円で契約を更改し、12月26日には一般女性と同14日に結婚していたことを発表した。
2016年は春季キャンプから順調な仕上がりを見せ、開幕5戦目の西武戦での先発が内定。6回2/3を投げて4失点の内容でシーズン初勝利を挙げると、4月13日の西武戦では9回6安打10奪三振1失点、135球の力投でプロ初完投勝利を挙げた。その後も白星を積み重ね、7月13日のロッテ戦で開幕8連勝を記録した。8月6日の日本ハム戦でシーズン初黒星を喫したものの、同20日の日本ハム戦ではシーズン10勝目を挙げた。9月3日の楽天戦では自身2度目の完投でシーズン12勝目を挙げ、山口鉄也が持っていたNPBの育成ドラフト出身投手による一軍公式戦でのシーズン最多勝利記録を更新するなど、開幕から先発ローテーションを守り抜き、自身初の規定投球回に到達。レギュラーシーズンでは25試合の先発登板で12勝3敗・防御率2.61を記録した。クライマックスシリーズでは育成ドラフト出身初のCS先発登板を果たし、ファーストステージ・ファイナルステージに1試合ずつ先発した。シーズン終了後には日本代表強化試合（詳細後述）に出場し、オフに4000万円増となる推定年俸6500万円で契約を更改した。
2017年は第4回WBCへの出場（詳細後述）を経て、3月25日にチームへ合流し、レギュラーシーズンではコンディションを考慮され、楽天との開幕2カード目の初戦でシーズン初登板初先発。この試合では育成ドラフト同期入団の甲斐拓也と共に史上初の育成選手出身先発バッテリーを組んだが、4回7失点で敗戦投手となった。ただ、続く4月11日の日本ハム戦でも甲斐と先発バッテリーを組むと、8回無失点と好投し、史上初の育成選手出身先発バッテリー勝利を記録。その後はこの試合を含めて自身5連勝を記録していたが、5月16日のオリックス戦で背中の張りを訴えて僅か9球、自己最短の2/3回で降板。出場選手登録は外れずに治療や調整を進め、中11日で5月28日の日本ハム戦に先発登板し、8回1失点の好投で勝利投手となったが、続く6月4日の横浜DeNAベイスターズ戦では8回途中5失点で敗戦投手。その後、背中の張りの症状が再発し、同8日に登録抹消となった。離脱中ではあったものの、前年までの実績に加えてWBCでの活躍もあり、オールスターのファン投票先発部門でトップ当選。7月1日の楽天戦で一軍復帰を果たし、同14日の球宴第1戦では史上初の育成ドラフト出身の球宴先発登板を果たした。後半戦は8月12日の日本ハム戦でシーズン10勝目を挙げると、9月9日のロッテ戦では自身が持つNPBの育成ドラフト出身投手による一軍公式戦でのシーズン最多勝利記録を更新する自己最多の13勝目を挙げた。勝率第1位のタイトルと規定投球回到達が懸かった。10月6日のオリックス戦では6回3失点で規定投球回に到達したものの、リードを許して降板。ただ、9回二死からチームが同点に追いついたことで勝率第1位のタイトルが確定した。レギュラーシーズンでは22試合の先発登板で13勝4敗・防御率2.64、リーグトップの勝率.765を記録。2年ぶりのリーグ優勝に貢献した。ポストシーズンでは楽天とのCSファイナルステージ第2戦に先発し、7回途中2失点で敗戦投手となったが、DeNAとの日本シリーズでは育成出身選手としては同シリーズ史上初となる開幕投手を務めた。7回4安打1失点と好投し、自身初めてポストシーズンで勝利投手となった。2年ぶりの日本一に貢献した。オフの契約更改交渉では6000万円増となる推定年俸1億2500万円でサイン。交渉の席では、将来的なポスティングによるメジャー挑戦を直訴した。
2018年は開幕前に日本代表強化試合（詳細後述）に出場。レギュラーシーズンでは育成出身史上初となる開幕投手に指名され、オリックスとの開幕戦に先発し、7回1安打無失点の内容で勝敗は付かなかったものの、チームの勝利に貢献した。しかし、続く4月6日の楽天戦ではマウンドで右肘を気にする場面があり、4回途中6失点で敗戦投手になると、翌7日に右肘周辺の張りで登録抹消。5月1日のロッテ戦で一軍復帰し、7回5安打10奪三振1失点の好投でシーズン初勝利を挙げると、この試合を含めて復帰後3戦3勝を記録したが、右前腕の張りで5月19日に再び登録抹消となった。6月1日の再復帰後は100球前後の球数制限が設けられ、交流戦明けには日程に余裕があることから10日間の登録抹消を挟むなど慎重に起用されたが、7月3日の楽天戦の登板後に右肩周辺のコンディションに不安が生じたため、大事をとって同5日に4度目の登録抹消。中12日で後半戦の開幕投手を務めると、8月17日のオリックス戦ではプロ初の完封勝利を挙げるなど、8月は4先発で4勝・防御率0.86を記録し、パ・リーグの育成ドラフト出身選手では史上初となる月間MVPを受賞した。9月15日の西武戦では自身2度目の1イニング4奪三振を記録し、同一選手が2度達成するのは史上初であった。レギュラーシーズン最後の登板となった10月6日のオリックス戦で自己最多タイの13勝目を挙げたが、規定投球回には2イニング届かず、この年は22試合の先発登板で13勝7敗・防御率3.51という成績であった。クライマックスシリーズでは日本ハムとのファーストステージ第2戦に先発し、6回2失点（自責点1）で勝敗付かず。プロ入り後初の中4日で先発した西武とのファイナルステージ第3戦では、5回1失点で同シリーズ初勝利を挙げた。広島との日本シリーズでは第1戦と第5戦に先発したが、積極継投というチームの方針もあり、2試合とも5回持たずに降板した。オフに3500万円増となる推定年俸1億6000万円プラス出来高で契約を更改した。

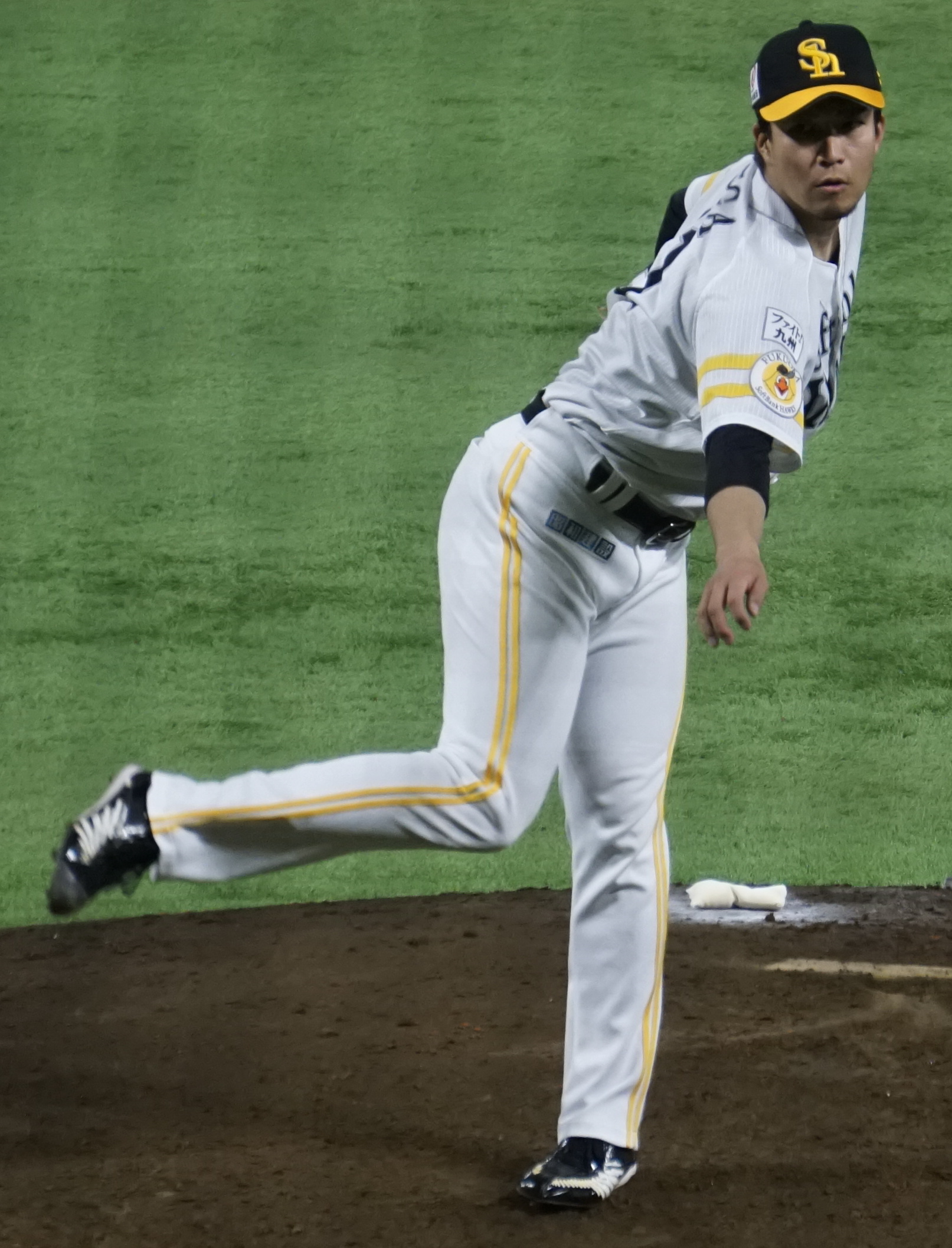
2022年の千賀

2019年は2年連続で開幕投手に指名された。3月2日の阪神とのオープン戦で158km/h、同22日の広島とのオープン戦では159km/hと自己最速を更新していき、西武との開幕戦では6回3安打無失点の内容で勝敗は付かなかったものの、日本人2位タイとなる161km/hを計測した。打線が低調なこともあり、開幕からの3先発では白星に恵まれなかったものの、4月19日の西武戦で8回2安打無失点と好投し、シーズン初勝利を挙げると、5月18日の日本ハム戦で開幕5連勝を達成。同31日の楽天戦で8回3失点と力投するも敗戦投手となり、開幕からの連勝が止まったが、5月は5先発で3勝1敗、リーグトップの勝率.750・36イニング・43奪三振を記録し、自身2度目となる月間MVPを受賞。さらに6月は4先発で3勝1敗・防御率2.88、リーグトップの31奪三振を記録し、2か月連続かつ自身3度目となる月間MVPを受賞した。ファン投票で2年ぶり3度目となるオールスターに選出され、第1戦に先発して2回3奪三振無失点で勝利投手となった。後半戦は8月2日の日本ハム戦で8回118球、2点リードという状況から志願の続投で完封勝利を挙げるなど、心身両面で成長を示し、9月6日のロッテ戦では史上80人目のノーヒットノーランを達成。この年はシーズンを通して先発ローテーションを守り、26試合の先発登板で180回1/3を投げ、13勝8敗・防御率2.79とエースとして認められる1年となった。また、227奪三振で最多奪三振のタイトルに輝き、奪三振率11.33は規定投球回到達者では歴代最高を記録した。クライマックスシリーズでは、楽天とのファーストシリーズ第1戦で7回4被弾4失点で敗戦投手となったが、西武とのファイナルステージ第3戦では8回2安打10奪三振無失点と快投した。巨人との日本シリーズでは3年連続で同シリーズ開幕投手を務め、7回3安打1失点で勝利投手となり、チームの3年連続日本一に貢献した。シーズン終了後には、球団の投手では工藤公康以来24年ぶり、育成出身の投手では史上初となるゴールデングラブ賞を受賞。また、育成出身の投手では初となるベストナインに選出された。契約更改交渉では1億4000万円増となる推定年俸3億円でサインした。
2020年、自主トレ期間中に右ふくらはぎに違和感を覚え、春季キャンプは別メニュー調整でスタート。2月13日にはブルペン投球を再開するも、患部の影響でフォームのバランスを崩し、右前腕部の張りで2月23日からノースロー調整となり、同29日にはリハビリ組に合流。開幕に間に合わない見込みであったが、新型コロナウイルスの影響で開幕延期。5月25日、開幕日が6月19日になることが発表されたものの、慎重に一軍復帰への段階を踏ませるチームの方針があり、開幕一軍メンバーからは外れた。7月7日の楽天戦でシーズン初登板初先発となり、自己最速タイの161km/hを計測し、5回4安打6奪三振3失点の内容で勝利投手となったが、8月18日のロッテ戦では自己ワーストの被安打12、2試合連続の6失点を喫するなど苦しい投球が続いた。しかし、同25日のオリックス戦で7回を投げ、この年初めて無失点に抑えると、9月8日の楽天戦でも8回無失点と好投。後半戦は復調し、9月29日の楽天戦の初回に1点を失って以降はレギュラーシーズン終了まで、39イニング連続で自責点0を継続。レギュラーシーズン最終登板となった11月4日のロッテ戦では、3回裏にパ・リーグ史上最速（NPB史上では藤川球児に次ぐ2番目）で通算1000奪三振を達成した。この年は18試合の先発登板でリーグトップタイの11勝・149奪三振、リーグトップの防御率2.14を記録し、開幕投手を務めた東浜巨と共に先発ローテーションを牽引し、チーム3年ぶりのリーグ優勝に貢献。また、最多勝利・最多奪三振・最優秀防御率のタイトルを獲得し、2018年の菅野智之以来となるNPB史上20人目、パ・リーグでは2006年の斉藤和巳以来となる投手三冠を達成した。ポストシーズンではロッテとのCSファイナルステージ第1戦に先発し、7回8安打8奪三振3失点の内容で勝敗付かず。巨人との日本シリーズでは1969〜1972年の堀内恒夫以来、4年連続で同シリーズ開幕投手を務め、7回3安打無失点の好投で勝利投手となり、チームの4年連続日本一にも貢献。オフに1億円増となる推定年俸4億円で契約を更改した。
2021年、両ふくらはぎ痛により春季キャンプをリハビリ組でスタートし、3月12日の中日ドラゴンズとの春季教育リーグでこの年初の実戦登板を果たしたものの、開幕ローテーションからは外れた。4月6日の日本ハム戦でシーズン初登板初先発となったが、5点リードの6回一死、渡邉諒のピッチャーライナーを捕球した際に左足首を痛め、緊急降板。試合後には捻挫と診断され、翌7日に登録抹消となったが、4月9日にMRI・CT検査を受けた結果、左足首の靱帯損傷が判明。復帰までに2～3か月かかる見込みであることが同10日に球団から発表された。6月17日の火の国サラマンダーズとの三軍戦で実戦復帰を果たし、7月6日のロッテ戦では一軍復帰登板となったが、2回2/3を9安打3四球、自己ワーストの10失点で敗戦投手となり、同9日に出場選手登録を抹消された。東京オリンピックへの出場を経て（詳細後述）、レギュラーシーズン再開後は4戦4勝を記録すると、チームの低迷もあってシーズン終盤は登板間隔を中5日に詰め、10月3日のオリックス戦では自身2度目となる中4日での先発とフル回転。チームは10月23日に4位が確定していたが、同25日のロッテとのシーズン最終戦では志願して中5日で先発し、6回6安打3失点で6年連続となる2桁勝利を達成した。この年は故障の影響で3年ぶりに規定投球回到達を逃したものの、13試合の先発登板で10勝3敗・防御率2.66を記録。10月19日に国内FA権を取得していたが、オフに権利を行使せずに残留することとなり、選手自身が契約を見直したり破棄できるオプトアウト付きの年俸変動制5年契約を締結。2022年は2億円増となる推定年俸6億円でサインした。
2022年は順調な調整を見せ、春季キャンプ中の2月15日に藤本博史新監督から、自身3年ぶり3度目となる開幕投手に指名された。オープン戦2度目の先発予定を新型コロナウイルス濃厚接触者の疑いで回避し、自主隔離となったものの、幸い濃厚接触者には特定されず、その後のオープン戦2試合をいずれも1失点にまとめ、問題無く日本ハムとの開幕戦に先発。7回4安打1失点の内容で勝敗は付かなかったが、チームの6年連続開幕戦勝利に貢献した。続く4月1日の楽天戦で8回5安打無失点と好投し、シーズン初勝利を挙げると、開幕3連勝を記録。5月13日の日本ハム戦では初回に自己最速を更新する164km/hを計測して8回4安打1失点、自己最多タイとなる14奪三振の力投も完投負けでシーズン初黒星を喫した。続く同20日のロッテ戦でも4回4失点で敗戦投手となり、翌21日に右肘の張りで登録抹消。中13日で6月3日の中日戦にて復帰登板を果たしたが、同24日の日本ハム戦では6回の投球練習の際に右肘の張りを訴えて緊急降板し、翌25日に再び登録抹消となった。中18日で7月13日のオリックス戦にて復帰登板を果たし、続く同21日の楽天戦で8回4安打無失点と好投し、自身4連勝を記録したものの、後半戦開幕となった7月29日の西武戦では5回5失点で敗戦投手。8月4日には新型コロナウイルス陽性判定を受け、症状もあって自主隔離となり、翌5日に出場選手登録を抹消された。8月21日の二軍戦で実戦復帰を果たし、同28日の日本ハム戦で一軍復帰。80球の球数制限がついた先発登板となったが、76球で6回を投げきり、4安打無四死球9奪三振無失点の内容で勝利投手となった。その後は本調子でない投球が目立ったものの、チームが優勝マジック1で迎えた10月1日の西武戦に中5日で先発し、7回1失点と力投。ただ、打線の援護が無くチームは延長戦で敗れ、翌2日もチームは敗戦し、オリックスが勝利したことでリーグ優勝を逃した。この年は3度の離脱がありながらもチームで唯一規定投球回に到達し、22試合の先発登板で11勝6敗、リーグ2位の防御率1.94を記録した。ポストシーズンでは西武とのCSファーストステージ第1戦に先発。4点リードの5回表、一死一・三塁の場面からゲッツー性の打球を中村晃が悪送球したことを皮切りに2点を失い、6回表にもソロ本塁打で失点したものの、志願して8回まで続投し、8回4安打11奪三振3失点（自責点2）の力投で勝利投手となった。続くオリックスとのファイナルステージ第3戦に中5日で先発し、負ければチームは敗退というマウンドであったが、160km/h超えを連発する圧巻の投球を披露。両脚が攣ったことにより7回途中で降板したものの、3安打無失点の好投で勝利投手。CSでは2戦2勝とエースの役目を果たしたが、チームは翌10月15日の第4戦でファイナルステージ敗退が決定し、試合後には「自分の中では、6年くらい言っていますし、いまさら変わることはない。行使は絶対します」とシーズン中に取得した海外FA権の行使を明言。11月10日に海外FA宣言選手としてNPBから公示された。

### メッツ時代
2022年12月18日にニューヨーク・メッツと5年契約を結んだ。球団史上14人目の日本生まれの選手であり、MLBで最多となる。千賀の移籍によって育成出身初のメジャーリーガーが誕生した。12月19日に入団会見を行った。背番号は「34」となり、この背番号は球団公式ツイッターで「34」「40」「46」の3択でのアンケートを実施し、トップだったものである。メッツ入団の決め手としては、マックス・シャーザー、ジャスティン・バーランダーの2人が所属していたことを挙げた。また、2023年3月に開催予定の第5回WBCの日本代表については東京でのB組については参加できないとしつつも、日本がマイアミでの準決勝に進出した場合には途中参加することを監督に就任した栗山英樹に意思表明したことを公表した。しかし、監督の栗山は、千賀が移籍1年目である事情を考慮し、準決勝進出の場合も含め、日本代表に選出しないことを決断した。

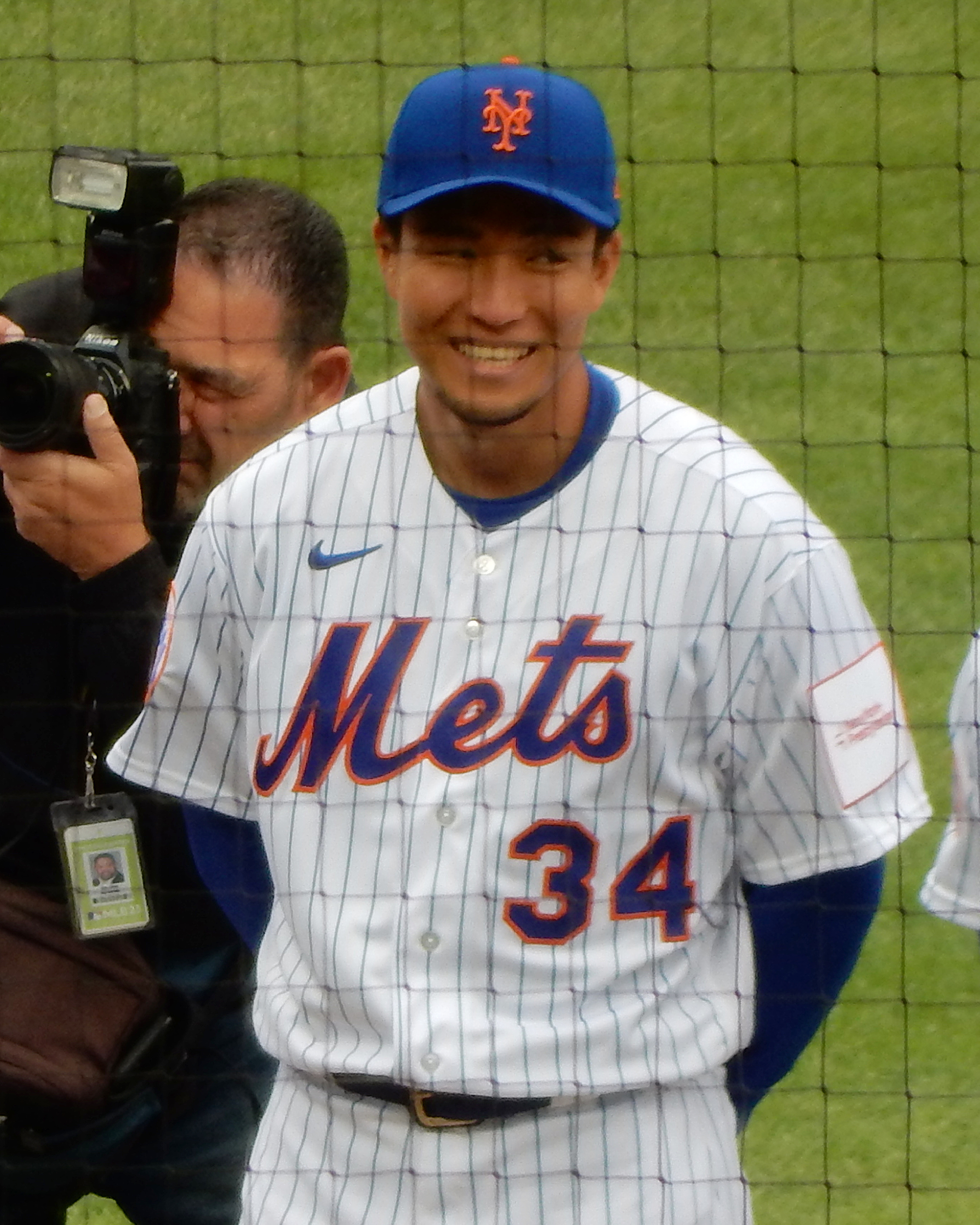
本拠地開幕戦にて
（2023年4月7日）

2023年4月2日のローンデポ・パークでのマイアミ・マーリンズ4回戦でMLB公式戦初登板・初先発を果たす。2点の援護をもらった直後の1回裏、先頭のルイス・アラエスを安打で出した後自らの暴投で二塁に進め、続くホルヘ・ソレアに適時二塁打を打たれ初失点、続く2打者に連続四球で無死満塁のピンチを迎えたものの、5番ユリ・グリエルから空振りでMLB初奪三振、続くヘスス・サンチェスも空振り三振、ジョン・バーティを右直に打ち取りピンチを切り抜けると、その後は2回先頭打者に四球を出したものの一死から併殺打、5回二死からアラエスに初回以来となる安打を打たれたものの続くソレアを空振り三振、6回裏先頭のジャズ・チザム・ジュニアからこの試合8個目となる三振を空振りで奪ったところで交代、5回3分の1を88球1失点で、チームはその後5-1で勝利し、MLB初先発初勝利を果たした。7月8日にマーカス・ストローマンが辞退し、代替選手としてMLBオールスターゲームに初選出された。メッツの新人選手がMLBオールスターゲームに選出されるのは1967年のトム・シーバー、1968年のジェリー・クーズマン、1984年のドワイト・グッデン、2019年のピート・アロンソに次いで5人目だった。この年は29試合に登板し12勝7敗、リーグ2位の防御率2.98、202奪三振、リーグ3位の被安打率6.82、リーグ4位の奪三振率10.93、リーグ5位の被本塁打率0.92という結果を残した。また記者投票では新人王投票2位、サイ・ヤング賞投票でも7位に入った。
2024年2月14日のキャンプ初日から右肩の張りのため、全体練習に参加せず、同21日にMRI検査を受け、翌22日の医師の診断で右肩後部に張りが見つかった。復帰時期は未定で手術の予定はないが、開幕には間に合わないとメッツが発表。25日には痛めている右肩に自身から採取した血小板を注入して組織の修復を図る「PRP注射」を受けたと、球団公式サイトが伝えた。開幕から60日間の負傷者リストに入ってリハビリを続けてきたが7月3日、傘下マイナーの1Aブルックリンのメンバーとしてニューヨーク市内で行われたハドソンバレー戦に先発し、2回2/3を無安打無失点、6奪三振で復帰。マイナーで計4度実戦に登板後、7月26日にブレーブス戦でメジャー復帰となる今季初先発。5回1/3を投げ、2安打2失点、9奪三振と好投も、6回先頭のライリーを内野フライに打ち取り、一塁アロンソに捕球を譲った瞬間、左ふくらはぎを抑えながら倒れこみ負傷交代となった。チームは勝利し日米通算100勝を飾ったが、60日間のIL入りしたと球団が発表した。
2025年シーズンも開幕から先発ローテーションを守り、防御率も1点台を誇るなど、安定した投球を続いていたが、6月12日のワシントン・ナショナルズ戦の6回途中に右足太ももを負傷し、緊急降板。結局5回2/3で1失点で交代となり、試合は4-3で勝利し、今シーズン7勝目を挙げたものの、昨年に続きIL入りすることになった。

## 代表経歴

### 第4回WBC
2016年10月18日に侍ジャパン 野球オランダ代表 野球メキシコ代表 強化試合の日本代表に選出されたこと。この強化試合では中継ぎとして2試合に登板した。
2017年1月24日に第4回WBCの日本代表に選出された。3月に開催された本戦では中継ぎに先発とフル回転。準決勝のアメリカ合衆国戦ではサード・松田宣浩のファンブルで同大会初失点を喫し、敗戦投手になったものの、計11イニングで16奪三振を記録。これは菅野智之と並び、同大会最多タイの奪三振数であった。大会終了後にはポジション別優秀選手（投手部門は3人）に日本代表から唯一受賞した。また、上記の活躍が評価され、5月22日には蒲郡市スポーツ栄誉賞を受賞した。

### 第2回プレミア12
2018年1月23日にENEOS 侍ジャパンシリーズ2018の日本代表に選出された。このシリーズは侍ジャパントップチームの初陣となっており、その開幕投手に指名されると、予定の2イニングを初回先頭から6者連続奪三振と圧巻の投球を見せた。
2019年10月1日に第2回プレミア12の日本代表に選出されたが、同24日に右肩違和感のため出場辞退を発表した。

### 東京オリンピック
2021年6月25日に中川皓太が骨折により東京オリンピック本戦の日本代表を辞退し、千賀は左足首の靱帯損傷で離脱中ながらも一軍復帰の見通しは立っており、代替選手の候補に挙げられた。本人の状態を確認し、球団も了承したことで、7月5日に日本代表入りが正式に決定した。
本戦では決勝を含め、2試合に救援登板。計3回を6奪三振無失点と好投し、日本の金メダル獲得に貢献した。

## 選手としての特徴
| 球種         | 配分 % | 平均球速 mph |
| ------------ | ------ | ------------ |
| フォーシーム | 37.0   | 95.7         |
| カットボール | 25.0   | 90.8         |
| フォーク     | 23.8   | 83.2         |
| スイーパー   | 5.9    | 80.8         |
| スライダー   | 5.8    | 84.6         |
| カーブ       | 2.6    | 72.7         |

スリークォーターから投じる平均95.7mph（約154km/h、2023年シーズン）・最速164km/hの力強いフォーシームに加え、落差の大きいフォーク、カットボールや縦スライダーで空振りを奪うスタイル。特に凄まじい落差を誇るフォークボールは「お化けフォーク（英: ghost fork）」と呼ばれ、千賀の代名詞となっている。
MLB初年度の2023年シーズンにおいて、千賀のフォークは打者の空振り率を示すWhiff%で59.5%を記録しており、これは2008年のピッチトラッキング導入以降、先発投手の一球種としてのMLBシーズン最高記録である。また、Run Valueに基づくと千賀の球種の中で相手の得点期待値を最も下げている球種はカットボールであり、同年千賀以上にカッターのRun Valueが高い投手はコービン・バーンズのみだった。
高校時代に最速144km/hを記録し、その後プロ1年目に基礎体力の養成を優先した結果、1年間で最速記録を152km/hにまで伸ばした。2年目には、当時の先輩投手・近田怜王の勧めで、スポーツトレーナーの鴻江寿治が主宰する合同自主トレーニングへ近田、チェン・ウェイン、吉見一起、上野由岐子などと共に参加。鴻江から身体の使い方を学んだことをきっかけに、低めへのストレートの伸びを大幅に向上させた。地元球団である中日ドラゴンズのスカウトは、ソフトバンク入団後に二軍での千賀の投球を視察した際に「愛知にこんな選手がいたなんて…」と悔しがった。
高校時代にはフォークボールの握りを浅めにするスプリットフィンガード・ファストボール（スプリット）を投げていたが、スライダー回転していたため人差し指を縫い目にかける工夫をした。プロ入り後、制球難に苦しんでいた千賀は2012年1月の自主トレで球界屈指のコントロールを誇る吉見に積極的にアドバイスを求め、親指の使い方を教わり「20球に1球しかまともに落ちなかったフォーク」が毎回真下に落ちる完成度の高いフォークへ変わり、お化けフォークとまで呼ばれるようになる。
救援投手として起用され始めた2013年のレギュラーシーズンでは、一軍公式戦でチームトップの51試合に登板。同点の局面で登板した7試合のうち、5度救援に失敗した。その一方で、僅差でのリードを背負って登板した18試合では、17試合を無失点で凌いでいた。当時は直球とフォークを主体に投球を組み立てていたが、2015年の先発再転向後は、スライダーを配球に加えることで投球の幅と安定感を増している。
NPBではDH制のあるパ・リーグに在籍していたことから、普段打席に立つことはなかったが、MLBに移籍する前の2022年まで、交流戦で打席に立った7試合のうち4試合で安打を打っており、通算18打数4安打の成績を残していた。
倉野信次の証言によると、入団当初は普通の選手の練習メニューについてけないほど体力が無く、強く投げると肩に違和感が出るルーズショルダーであったというが、倉野は当時より体の柔らかさやしなやかなフォームを評価していた。

## 人物
- 2015年12月14日に22歳で結婚しており[312]、2017年1月30日に第一子となる女児が誕生したと報じられた[313]。
- チームメイトの石川柊太・柳田悠岐らと同様に、ももいろクローバーZのファン（モノノフ）であり[314]、好きが高じてグローブに“クローバー”の刺繍を入れていることをテレビで取り上げられたことがある[315]。本拠地での自身の入場曲に、同グループの楽曲を使用することもある[316]。
- 愛知県出身で、幼少期には中日ドラゴンズファンの父親とともによくナゴヤドームで中日戦を観戦していたが、当時は阪神タイガースに在籍していた金本知憲に憧れていた[317]。
- 故郷の蒲郡市で「蒲郡観光大使」に任命されている[318][319]。グローブのウェブには蒲郡の地図とお化けが刺繍されている[320][321]。
- 2017年オフ、球団から松坂大輔らがつけていた背番号「18」への変更を打診されたが、悩んだ末に2013年から背負う「41」を「自分の代名詞にしたい」と辞退している[322]。千賀は「本当のことを言うと、18番をつけたい気持ちが強かったんです」「松坂さんが背負っていた番号だから、つけたかった」「（でも）いま背負っている41番で頑張りたい気持ちがあったんです」「『千賀の41だから41番をつけたい』と思ってもらえる番号にしたい」と語っている[322]。
- 東京オリンピック 野球日本代表（侍ジャパン）として金メダルを獲得した功績をたたえ、2022年1月30日、愛知県蒲郡市のJR·名鉄蒲郡駅南口前に記念のゴールドポスト（第59号）が設置された（ゴールドポストプロジェクト[323]）。
- メッツ移籍後、シティ・フィールドでの登板試合で奪三振を獲るたび、メッツとゲーム会社セガのコラボ演出でセガのお馴染みのジングルが流される。球場ビジョンには、セガの会社ロゴ風の「SENGA」ロゴがビジョンに大きく映し出され、ドット絵のオバケのイラストも登場する[324]。千賀の投げるフォークは、ソフトバンク時代から「お化けフォーク」と名付けられていたが、メッツでも同様に「ghost fork」（ゴーストフォーク）と称されることに由来する[325]。
- MLBで使用するグラブにはフォークを手にしたゴーストの刺繍が施されている[326]。

## 詳細情報

### 年度別投手成績
| 年 度     | 球 団        | 登 板 | 先 発 | 完 投 | 完 封 | 無 四 球 | 勝 利 | 敗 戦 | セ 丨 ブ | ホ 丨 ル ド | 勝 率 | 打 者 | 投 球 回 | 被 安 打 | 被 本 塁 打 | 与 四 球 | 敬 遠 | 与 死 球 | 奪 三 振 | 暴 投 | ボ 丨 ク | 失 点 | 自 責 点 | 防 御 率 | W H I P |
| --------- | ------------ | ----- | ----- | ----- | ----- | -------- | ----- | ----- | -------- | ----------- | ----- | ----- | -------- | -------- | ----------- | -------- | ----- | -------- | -------- | ----- | -------- | ----- | -------- | -------- | ------- |
| 2012      | ソフトバンク | 2     | 2     | 0     | 0     | 0        | 0     | 1     | 0        | 0           | .000  | 29    | 4.2      | 7        | 0           | 8        | 0     | 0        | 1        | 0     | 0        | 7     | 5        | 9.64     | 3.21    |
| 2013      | ソフトバンク | 51    | 0     | 0     | 0     | 0        | 1     | 4     | 1        | 17          | .200  | 232   | 56.1     | 32       | 1           | 26       | 0     | 1        | 85       | 10    | 1        | 16    | 15       | 2.40     | 1.03    |
| 2014      | ソフトバンク | 19    | 0     | 0     | 0     | 0        | 1     | 1     | 0        | 3           | .500  | 90    | 22.2     | 17       | 0           | 5        | 0     | 1        | 28       | 1     | 0        | 5     | 5        | 1.99     | 0.97    |
| 2015      | ソフトバンク | 4     | 3     | 0     | 0     | 0        | 2     | 1     | 0        | 0           | .667  | 85    | 22.1     | 9        | 0           | 10       | 0     | 0        | 21       | 0     | 0        | 2     | 1        | 0.40     | 0.85    |
| 2016      | ソフトバンク | 25    | 25    | 3     | 0     | 0        | 12    | 3     | 0        | 0           | .800  | 681   | 169.0    | 125      | 16          | 53       | 0     | 6        | 181      | 7     | 1        | 52    | 49       | 2.61     | 1.05    |
| 2017      | ソフトバンク | 22    | 22    | 0     | 0     | 0        | 13    | 4     | 0        | 0           | .765  | 572   | 143.0    | 107      | 15          | 46       | 0     | 2        | 151      | 6     | 0        | 47    | 42       | 2.64     | 1.07    |
| 2018      | ソフトバンク | 22    | 22    | 1     | 1     | 1        | 13    | 7     | 0        | 0           | .650  | 584   | 141.0    | 116      | 21          | 58       | 0     | 5        | 163      | 5     | 0        | 57    | 55       | 3.51     | 1.23    |
| 2019      | ソフトバンク | 26    | 26    | 2     | 2     | 0        | 13    | 8     | 0        | 0           | .619  | 752   | 180.1    | 134      | 19          | 75       | 1     | 8        | 227      | 4     | 1        | 60    | 56       | 2.79     | 1.16    |
| 2020      | ソフトバンク | 18    | 18    | 1     | 0     | 0        | 11    | 6     | 0        | 0           | .647  | 503   | 121.0    | 90       | 4           | 57       | 0     | 2        | 149      | 5     | 0        | 37    | 29       | 2.16     | 1.21    |
| 2021      | ソフトバンク | 13    | 13    | 0     | 0     | 0        | 10    | 3     | 0        | 0           | .769  | 340   | 84.2     | 60       | 2           | 27       | 0     | 2        | 90       | 7     | 0        | 25    | 25       | 2.66     | 1.03    |
| 2022      | ソフトバンク | 22    | 22    | 1     | 0     | 0        | 11    | 6     | 0        | 0           | .647  | 568   | 144.0    | 103      | 7           | 49       | 0     | 3        | 156      | 2     | 2        | 37    | 31       | 1.94     | 1.06    |
| 2023      | NYM          | 29    | 29    | 0     | 0     | 0        | 12    | 7     | 0        | 0           | .632  | 694   | 166.1    | 126      | 17          | 77       | 0     | 5        | 202      | 14    | 1        | 60    | 55       | 2.98     | 1.22    |
| 2024      | NYM          | 1     | 1     | 0     | 0     | 0        | 1     | 0     | 0        | 0           | 1.000 | 20    | 5.1      | 2        | 1           | 1        | 0     | 1        | 9        | 0     | 0        | 2     | 2        | 3.38     | 0.56    |
| NPB：11年 | NPB：11年    | 224   | 153   | 8     | 3     | 1        | 87    | 44    | 1        | 20          | .664  | 4436  | 1089.0   | 800      | 85          | 414      | 1     | 30       | 1252     | 47    | 5        | 345   | 313      | 2.59     | 1.11    |
| MLB：2年  | MLB：2年     | 30    | 30    | 0     | 0     | 0        | 13    | 7     | 0        | 0           | .650  | 714   | 171.2    | 128      | 18          | 78       | 0     | 6        | 211      | 14    | 1        | 62    | 57       | 2.99     | 1.20    |

- 2024年度シーズン終了時
- 各年度の太字はリーグ最高

### 年度別投手（先発）成績所属リーグ内順位
| 年 度 | 年 齢 | リ ｜ グ   | 完 投 | 完 封 | 勝 利 | 勝 率 | 投 球 回 | 防 御 率 | 奪 三 振 |
| ----- | ----- | ---------- | ----- | ----- | ----- | ----- | -------- | -------- | -------- |
| 2012  | 20    | パ・リーグ | -     | -     | -     | -     | -        | -        | -        |
| 2013  | 21    | パ・リーグ | -     | -     | -     | -     | -        | -        | -        |
| 2014  | 22    | パ・リーグ | -     | -     | -     | -     | -        | -        | -        |
| 2015  | 23    | パ・リーグ | -     | -     | -     | -     | -        | -        | -        |
| 2016  | 24    | パ・リーグ | 3位   | -     | 3位   | 4位   | 5位      | 3位      | 2位      |
| 2017  | 25    | パ・リーグ | -     | -     | 3位   | 1位   | -        | 3位      | 5位      |
| 2018  | 26    | パ・リーグ | 5位   | 3位   | 3位   | -     | 10位     | -        | 2位      |
| 2019  | 27    | パ・リーグ | 1位   | 1位   | 2位   | 4位   | 1位      | 3位      | 1位      |
| 2020  | 28    | パ・リーグ | 4位   | -     | 1位   | 4位   | 7位      | 1位      | 1位      |
| 2021  | 29    | パ・リーグ | -     | -     | 5位   | -     | -        | -        | -        |
| 2022  | 30    | パ・リーグ | 4位   | -     | 3位   | 2位   | 8位      | 2位      | 3位      |
| 2023  | 31    | ナ・リーグ | -     | -     | -     | 9位   | -        | 2位      | 8位      |
| 2024  | 32    | ナ・リーグ | -     | -     | -     | -     | -        | -        | -        |

- - は10位未満。防御率・勝率における規定投球回数未満も - と表記。
- 太字年度は規定投球回到達年度、太字年齢は投手三冠王達成年齢

### WBCでの投手成績
| 年 度 | 代 表 | 登 板 | 先 発 | 勝 利 | 敗 戦 | セ ｜ ブ | 打 者 | 投 球 回 | 被 安 打 | 被 本 塁 打 | 与 四 球 | 敬 遠 | 与 死 球 | 奪 三 振 | 暴 投 | ボ ｜ ク | 失 点 | 自 責 点 | 防 御 率 |
| ----- | ----- | ----- | ----- | ----- | ----- | -------- | ----- | -------- | -------- | ----------- | -------- | ----- | -------- | -------- | ----- | -------- | ----- | -------- | -------- |
| 2017  | 日本  | 4     | 1     | 1     | 1     | 0        | 41    | 11.0     | 7        | 0           | 1        | 0     | 1        | 16       | 0     | 0        | 1     | 1        | 0.82     |

### オリンピックでの投手成績
| 年 度 | 代 表 | 登 板 | 先 発 | 勝 利 | 敗 戦 | セ ｜ ブ | 打 者 | 投 球 回 | 被 安 打 | 被 本 塁 打 | 与 四 球 | 敬 遠 | 与 死 球 | 奪 三 振 | 暴 投 | ボ ｜ ク | 失 点 | 自 責 点 | 防 御 率 |
| ----- | ----- | ----- | ----- | ----- | ----- | -------- | ----- | -------- | -------- | ----------- | -------- | ----- | -------- | -------- | ----- | -------- | ----- | -------- | -------- |
| 2021  | 日本  | 2     | 0     | 0     | 0     | 0        | 13    | １       | 1        | 0           | 2        | 0     | 0        | 6        | 0     | 0        | 0     | 0        | 0.00     |

### 年度別守備成績
| 年 度     | 球 団        | 投手  | 投手  | 投手  | 投手  | 投手  | 投手     |
| 年 度     | 球 団        | 試 合 | 刺 殺 | 補 殺 | 失 策 | 併 殺 | 守 備 率 |
| --------- | ------------ | ----- | ----- | ----- | ----- | ----- | -------- |
| 2012      | ソフトバンク | 2     | 0     | 1     | 0     | 0     | 1.000    |
| 2013      | ソフトバンク | 51    | 0     | 14    | 0     | 1     | 1.000    |
| 2014      | ソフトバンク | 19    | 0     | 1     | 0     | 0     | 1.000    |
| 2015      | ソフトバンク | 4     | 0     | 3     | 0     | 0     | 1.000    |
| 2016      | ソフトバンク | 25    | 10    | 30    | 1     | 1     | .976     |
| 2017      | ソフトバンク | 22    | 8     | 17    | 1     | 1     | .962     |
| 2018      | ソフトバンク | 22    | 4     | 13    | 1     | 1     | .944     |
| 2019      | ソフトバンク | 26    | 10    | 23    | 4     | 1     | .892     |
| 2020      | ソフトバンク | 18    | 2     | 18    | 0     | 2     | 1.000    |
| 2021      | ソフトバンク | 13    | 8     | 7     | 0     | 0     | 1.000    |
| 2022      | ソフトバンク | 22    | 6     | 30    | 1     | 4     | .973     |
| 2023      | NYM          | 29    | 14    | 8     | 1     | 1     | .957     |
| 2024      | NYM          | 1     | 1     | 0     | 0     | 0     | 1.000    |
| NPB：11年 | NPB：11年    | 224   | 48    | 157   | 8     | 11    | .962     |
| MLB：2年  | MLB：2年     | 30    | 15    | 8     | 1     | 1     | .958     |

- 2024年度シーズン終了時
- 各年度の太字はリーグ最高
- 太字年はゴールデングラブ賞受賞

### タイトル
- 最多勝利：1回（2020年）
- 最優秀防御率：1回（2020年）
- 最多奪三振：2回（2019年、2020年）
- 最高勝率：1回（2017年）

※いずれも育成出身選手として史上初（最多勝利は同じく育成出身選手の石川柊太との同時受賞）

### 表彰
NPB
- ベストナイン：2回（投手部門：2019年、2020年） ※2019年は育成出身投手初
- ゴールデングラブ賞：2回（投手部門：2019年、2020年） ※2019年は育成出身投手初
- 月間MVP：3回（投手部門：2018年8月、2019年5月、2019年6月）
- 最優秀バッテリー賞：1回（2020年 捕手：甲斐拓也）
- 月間最優秀バッテリー賞：1回（2020年10月 捕手：甲斐拓也）
- オールスターゲーム敢闘選手賞：1回（2013年第2戦）

国際大会
- オールWBCチーム：1回（投手部門：2017年）

その他
- 蒲郡市スポーツ栄誉賞（2017年） ※受賞者第1号[288]

### 記録

#### NPB
初記録
投手記録
- 初登板・初先発登板：2012年4月30日、対千葉ロッテマリーンズ6回戦（QVCマリンフィールド）、3回2/3を3失点[26][27]
- 初奪三振：同上、2回裏に里崎智也から空振り三振
- 初ホールド：2013年4月11日、対オリックス・バファローズ3回戦（福岡 ヤフオク!ドーム）、6回表に3番手で救援登板、2回無失点
- 初勝利：2013年5月12日、対埼玉西武ライオンズ8回戦（藤崎台県営野球場）、7回表に2番手で救援登板、2回無失点[43][327]
- 初セーブ：2013年7月26日、対北海道日本ハムファイターズ12回戦（福岡 ヤフオク!ドーム）、9回表に4番手で救援登板・完了、1回無失点[56][328]
- 初先発勝利：2015年8月18日、対オリックス・バファローズ20回戦（京セラドーム大阪）、7回無失点[8][329]
- 初完投勝利：2016年4月13日、対埼玉西武ライオンズ4回戦（埼玉県営大宮公園野球場）、9回6被安打1失点10奪三振[89][330]
- 初完封勝利：2018年8月17日、対オリックス・バファローズ16回戦（京セラドーム大阪）、9回6被安打無四球[138][331]

打撃記録
- 初打席：2016年6月4日、対広島東洋カープ2回戦（MAZDA Zoom-Zoom スタジアム広島）、3回表に岡田明丈から空振り三振
- 初安打：2016年6月18日、対阪神タイガース2回戦（阪神甲子園球場）、3回表にランディ・メッセンジャーから中前安打
- 初打点：2022年6月3日、対中日ドラゴンズ1回戦（バンテリンドーム ナゴヤ）、4回表に大野雄大から先制決勝となる左犠飛[332][333]

節目の記録
- 1000奪三振：2020年11月4日、対千葉ロッテマリーンズ23回戦（ZOZOマリンスタジアム）、3回裏に荻野貴司から空振り三振 ※史上151人目、855回1/3イニングでの達成はパ・リーグ最速
- 1000投球回：2022年5月13日、対北海道日本ハムファイターズ7回戦（札幌ドーム）、5回裏三死目に中島卓也を捕ゴロ ※史上362人目[334]

その他の記録
- 投手三冠王：1回（2020年） ※史上20人目、育成出身選手として史上初
- ノーヒットノーラン：2019年9月6日、対千葉ロッテマリーンズ22回戦（福岡 ヤフオク!ドーム）、9回12奪三振4四死球（3四球1死球） ※史上80人目、91度目。毎回奪三振での達成、及び育成出身選手としての達成は史上初
- シーズン奪三振率：11.33（2019年） ※NPB記録（規定投球回以上）
  - 翌2020年の奪三振率11.08も歴代2位
- 1000イニング以上の通算奪三振率 : 10.35（歴代一位）[335][注 10]
- 1イニング4奪三振：2回 ※史上最多、史上初
  - 2013年4月17日、対東北楽天ゴールデンイーグルス5回戦（日本製紙クリネックススタジアム宮城）、7回裏に西田哲朗・聖澤諒（振り逃げ）・高須洋介・アンドリュー・ジョーンズから ※史上15人目（パ・リーグ8人目）
  - 2018年9月15日、対埼玉西武ライオンズ19回戦（メットライフドーム）、1回裏に秋山翔吾・源田壮亮（振り逃げ）・中村剛也・森友哉から ※史上24度目
- クライマックスシリーズ通算68奪三振 ※歴代1位、1973 - 1982年及び2004 - 2006年にパ・リーグで行われていたプレーオフでの成績を含めても通算1位
- オールスターゲーム出場：3回（2013年、2017年、2019年）
- 開幕投手：3回（2018年、2019年、2022年）

#### MLB
初記録
- 初登板・初先発登板・初勝利・初先発勝利：2023年4月2日、対マイアミ・マーリンズ4回戦（ローンデポ・パーク）、5回1/3を3安打1失点[336]
- 初奪三振：同上、1回裏にユリ・グリエルから空振り三振[336]

その他の記録
- MLBオールスターゲーム選出：1回（2023年）

#### NPB/MLB通算
節目の記録
- 100勝：2024年7月26日、対アトランタ・ブレーブス8回戦（シティ・フィールド）、先発登板し、5回1/3を2失点（2安打2四死球9奪三振）（NPB：87、MLB：13）[337]

### 背番号
- 128（2011年 - 2012年4月22日）
- 21（2012年4月22日 - 同年終了）
- 41（2013年 - 2022年）
- 34（2023年 - ）

### 登場曲
- 『ジャンピン』KARA（2012年）
- 『One Day』The ROOTLESS（2013年）
- 『FANTASTIC BABY』BIGBANG（2013年 - 2014年）
- 『CONTRADICTION』ももいろクローバーZ（2015年）
- 『Believe』Folder5（2016年）
- 『ココロのちず』BOYSTYLE（2016年、2019年 - ）
- 『Whistle』 Flo Rida（2018年）
- 『心絵』 ロードオブメジャー（2018年）
- 『Flying B』 AK-69（2018年）
- 『DEJAVU』 AAA（2019年 - 2020年）
- 『ありがとう』 FLOW（2019年 - 2020年）
- 『世界が終るまでは…』WANDS（2021年 - ）
- 『BIG UP』湘南乃風（2021年 - ）

### 代表歴
- 2017 ワールド・ベースボール・クラシック日本代表
- 2020年オリンピック野球日本代表

## 関連情報

### CM
- タマホーム（2021年3月 - ）
  - 「通過点編」
- 佐藤製薬「ユンケル」シリーズ（2024年3月29日 - ）[339]

### 著書
- 千賀滉大のピッチングバイブル（2022年12月28日、ベースボール・マガジン社、ISBN 978-4583115474）